# 프릿 빌트
프릿 빌트(Fritt Vilt, Cold Prey)는 노르웨이에서 제작된 로아 우다우그 감독의 2006년 영화이다. 잉그리드 볼소 베르달 등이 주연으로 출연하였다.

## 출연

### 주연
- 잉그리드 볼소 베르달
- 롤프 크리스티앙 라센

## 제작진
- 라인프로듀서: 잔 에이릭 랑곤